# Флора (богиња)
Флора (лат. Flora), стара римска богиња цвећа и пролећа. Њено име долази од φlâ цветати, ускомешати се, набрекнути, разметати се (уп. грч. φλέω, преливати, обиловати, врвети), како наводи Август Фик.
Хришћански аутори, иначе склони томе да изврћу руглу паганштину, наводе да је Флора, као и Ака Ларенција, била у ствари куртизана која је стекла огромну имовину и завештала је римском народу; заузврат за то у њену част је обележаван празник Floralia. Међутим, изгледа се њен култ установио у Риму још у најстарија времена, јер Варон спомиње како јој је Тит Тације посветио храм, а Нума Помпилије именовао свештеника (flamen). Доцније је поистовећивана са грчком Хлором. Подигнут јој је храм код Великог цирка. Флоралије које су трајале од 28. априла до 1. маја одликовале су се нарочитом разузданошћу и раскалашношћу.

## Митологија
У миту, Флора је нимфа коју је оженио Зефир и као свадбени дар, доделио јој владавину над цвећем, па је постала богиња цвећа, али и пролећа и плодоносног дрвећа. Позната као добра богиња, људима је поклонила семе и мед, али и пренела своју особину поклањања цвећа. Када се Јунона наљутила на Јупитера јер је сам из своје главе родио Минерву, одлучила је да и она без његовог учешћа роди дете. Зато је од Флоре добила чаробни цвет који обезбеђује материнство. Тако је рођен Марс, чије име, због Флориног цвета и његовог чудесног зачећа, означава први месец пролећа.

## Култ
Флора је била једна од најстаријих римских богиња, јер је њен култ утемељио још краљ Тит Тације у првим годинама оснивања Рима и он се делимично одржао и након победе хришћанства. У част богиње Флоре су се одржавале у Риму веселе свечаности под називом „Флоралије“ (Floralia), које су трајале од 28. априла до 1. маја. На тај празник људи су се украшавали цвећем, играли и приређивали циркуске игре. Празник се завршавао комичном хајком на козе и зечеве. Богињу Флору, коју су изједначили са богињом љубави и лепоте Афродитом, поштовали су највише млади људи, а њој у част је изграђен и храм на брежуљку Квириналу, а касније и у близини Великог цирка (328. година пре нове ере).
- Флора
Marie Louise Élisabeth Vigée-Lebrun
- Флора
Louise Abbéma 1913
- Флора
Rembrandt van Rijn, 1634
- Флора
Rembrandt van Rijn, 1635